# 남해 3·1독립운동 기념비
남해 3·1독립운동 기념비  (南海三一獨立運動紀念碑)에 관한 내용이다.

## 내용
경상남도 남해군에서 3·1운동을 전개한 독립운동가들을 추모하고 그 정신을 본받기 위하여 군민의 정성을 모아 돌탑을 쌓아서 1968년 3월에 건립한 기념비이다. 서변리 남산공원 입구에 자리한 기념비는 3단의 기단 위에 검은색 화강석의 비신(碑身)을 세운 형태로 개석(蓋石)은 없다. 기념비의 규모는 기단 밑변의 가로와 세로 각각 1.6m, 높이는 1.8m이며, 부지 면적은 67m2이다. 비신의 앞면에 '남해三一독립운동기념비'라고 새겨져 있고, 뒷면에는 이은상(李殷相)이 지은 비문이 서예가 김충현(金忠顯)의 글씨로 새겨져 있다. 옆면에는 남해의 독립유공자 23인의 이름이 새겨져 있다. 2003년 5월에 국가보훈처에서 현충시설로 지정하였다.

## 남해 3.1 독립 운동 기념 비문
민족의 굴욕은 주검보다도 오히려 참기 어렵고 자유는 생명보다도 차라리 고귀한 것이 아닐 수 없다.

그러므로 무서운 역경 속에서도 자유를 구하는 민족의 정열과 의기는 활화산 같이 타올랐던 것이니 그 중에도 가장 두드러진 것이 바로 저 일제의 압제를 벗어나려 했던 3.1독립운동이었던 것이다.

1919년 3월 1일에 서울에서 일어난 독립만세운동은 순식간에 파도처럼 전국적으로 퍼져나가 남해에서는 2일에 설천면 남양에서 비롯했고 4일에는 읍내를 중심으로 전군 일제히 일어났었다.

여기는 비록 떨어진 섬일지언정 오랜 역사의 전통을 지녔고 특히 충무공이 순국의 피를 흘린 성지라 그날 외치던 민족의 부르짖음은 망운산과 금산에 메아리 쳤고 남해의 물결조차 뒤끓게 했던 것이다.

그랬으나 일제의 포악한 관헌은 총칼로서 민중을 위협했었고 앞장섰던 인물들을 모조리 체포해가 그 때문에 이곳 독립운동 선배들은 혹은 옥사도하고 혹은 복역도 하는 등 비통한 역사를 빚어 냈었다.

세월은 다시 흘러 마침내 이땅에 광복된 조국을 새로 세운 오늘 우리 어찌 그들의 공로를 잊어 버리랴.

여기 온 군민의 정성을 모아 돌탑을 쌓고 그 날의 사적을 새기는 뜻은 오직 그들의 정신을 받자 함이니 이 고을 사람들로서 이 앞을 지나는 이는 누구나 옷깃 여미고 피흘린 독립유공자들을 추모함과 아울러 다시금 두 주먹 부르쥐고 민족자주의 힘으로 민족의 운명을 개척해 갈 것을 다짐해야 한다.

1968년 3월 1일 이은상은 글을 짓고 김충현은 글씨를 쓰다

- 기념비 좌측 : 남해 독립 유공자 명단

이예모, 정흥조, 정몽호, 정임춘, 윤희도, 정용교, 하상근,

윤주순, 정재모, 양태환, 정순조, 강한문, 하준호, 정갑린,

원복상, 윤승운, 박내규, 정익주, 이찬덕, 김희조, 정학순,

유찬숙, 양재문.

- 기념비 우측 : 기념비 건립자

명예회장 - 최치환

회 장 - 김성오

집행위원 - 한규식, 장진관, 박희수, 홍남식, 김덕범, 이종갑,

김정현, 정재홍, 강재현.

3 .1 동지회원 일동

## 같이 보기
- 남해군
- 남해 3·1독립운동 (南海三一獨立運動)
- 남해 3·1독립운동 발상 기념탑 (南海三一獨立運動發祥紀念塔)